# Полуполе
Полуполе в математике — алгебраическая структура с двумя бинарными операциями, сложения и умножения, схожая с полем, но с опусканием некоторых аксиом.
Термин полуполе имеет два противоречащих друг другу значения, оба из которых включают поля как особый случай:
- В проективной геометрии и конечной геометрии (МПК 51A, 51E, 12K10), полуполе — это неассоциативное кольцо с делением с единицей по умножению. Более точно, неассоциативное кольцо, чьи ненулевые элементы образуют лупу по умножению.
- В теории колец, комбинаторике, функциональном анализе и теоретической информатике (МПК 16Y60) полуполе — это полукольцо {\displaystyle (S,+,\cdot )}, в котором все ненулевые элементы имеют обратный к нему по умножению.